# اضطرابات جنوب إفريقيا 2021
الاضطرابات في جنوب أفريقيا عام 2021 هي سلسلة من أعمال الشغب والاحتجاجات المستمرة في مقاطعتي كوازولو ناتال وخاوتينغ بجنوب أفريقيا والتي بدأت في كوازولو ناتال مساء يوم الجمعة، 9 يوليو 2021. ثم امتدت الاضطرابات إلى خاوتينغ مساء 11 يوليو 2021. بدأت أعمال الشغب احتجاجًا على اعتقال وسجن رئيس جنوب أفريقيا السابق جاكوب زوما، الذي احتُجز بعد رفض الإدلاء بشهادته في لجنة زوندو، وهو تحقيق مدعوم من الدولة بدأته حكومته للتحقيق في مزاعم الفساد خلال فترة ولايته رئيس من 2009 إلى 2018. بدأت أعمال الشغب كاحتجاجات من قبل أنصاره في كوازولو ناتال قبل أن تتصاعد إلى أعمال نهب وعنف على نطاق واسع في جميع أنحاء كوازولو ناتال وخاوتينغ. سُجن زوما بتهمة ازدراء حكم القضاء من قبل المحكمة الدستورية لجنوب أفريقيا، حيث سلّم زوما نفسه إلى سلطات السجون، تنفيذًا لحكم بالسجن لمدّة 15 شهرا صدر بحقّه، واحتفظت المحكمة الدستورية في 12 يوليو 2021 بالحكم، ورفضت طلب زوما لإلغاء عقوبته. اعتبارًا من 13 يوليو، توفي 72 شخصًا بسبب الاضطرابات، واعتقل 1234 شخصًا.

## الخلفية

### الاقتصاد
يعيش أكثر من نصف سكان جنوب أفريقيا في فقر، مع معدل بطالة يبلغ 32%، إضافة لذلك أدى الانكماش الاقتصادي الناجم عن جائحة فيروس كورونا في جنوب أفريقيا إلى تفاقم الأزمة.

### معركة جاكوب زوما القانونية
اتُهم رئيس جنوب أفريقيا السابق جاكوب زوما بالفساد في مارس 2018، ولا سيما فيما يتعلق بصفقة أسلحة بقيمة 30 مليار راند. استمرت المعركة القانونية منذ ذلك الحين، حيث طالب الفريق القانوني لزوما بمزيد من الوقت للتحضير ومحاولة نفي التهمة. خلال إجراءات المحاكمة، تغيب زوما مرارًا عن المحكمة متذرعًا بأسباب طبية وقلة الأموال، وانتقلت القضية إلى المحكمة الدستورية.

### اعتقال جاكوب زوما
في 29 يونيو 2021، حُكم على الرئيس السابق جاكوب زوما بالسجن لمدة 15 شهرًا بتهمة ازدراء المحكمة، بعد أن رفض المثول أمام لجنة عينتها حكومته للتحقيق في الفساد المزعوم خلال السنوات التسع التي قضاها في المنصب. أعطيت له مهلة حتى نهاية 4 يوليو لتسليم نفسه، وبعد ذلك ستضطر دائرة الشرطة جنوب أفريقيا إلى إلقاء القبض عليه، لكن في 3 يوليو وافقت المحكمة على الاستماع إلى طلبه في 12 يوليو.
منحت الشرطة مهلة حتى 7 يوليو لاعتقاله في حال رفض زوما تسليم نفسه بحلول 4 يوليو. وفي 7 يوليو، تجمع أنصاره بالقرب من منزله حاملين أسلحة لوقف اعتقاله، لكنه سلم نفسهفي ذلك اليوم، وسُجن في إصلاحية إستكورت.
في 8 يوليو 2021، أعلن وزير العدل والخدمات الإصلاحية رونالد لامولا أن زوما سيكون مؤهلاً للإفراج المشروط بمجرد أن يقضي ربع مدة عقوبته البالغة 15 شهرًا.
طعن زوما في احتجازه في 9 يوليو في محكمة بيترماريتسبورغ العليا لأسباب صحية، لكن طلب الطعن رُفض. أدى اعتقاله إلى احتجاجات عنيفة من قبل أنصاره، الذين أطلقوا على حملتهم اسم «حرروا جاكوب زوما وأغلقوا كوازولو ناتال»، في مقاطعة كوازولو ناتال.
بعد اعتقال زوما، بدأت الاحتجاجات على نطاق واسع في جميع أنحاء البلاد، حيث دعا أنصاره إلى إطلاق سراحه.

## الاضطرابات المدنية

### أعمال الشغب والنهب
في 9 يوليو 2021، وهو نفس اليوم الذي أيدت فيه المحكمة العليا في كوازولو ناتال إدانة زوما والحكم عليه بالسجن، بدأت الاضطرابات.  وأبلغت تقارير واسعة النطاق عن أعمال عنف عامة وسطو وأضرار كبيرة للممتلكات في أجزاء من كوازولو ناتال، حيث اعتال ما لا يقل عن 28 شخصًا وأغلق الطريق السريع. استمرت أعمال الشغب مساء الأحد 11 يوليو 2021، عندما أشارت مصادر إخبارية متعددة إلى ورود أنباء عن إطلاق نار وانفجارات في مراكز التسوق والمناطق السكنية. تصاعد العنف بسرعة، وبحلول صباح يوم الاثنين 12 يوليو 2021، أُجبرت العديد من الشركات ومراكز التسوق على الإغلاق بعد انتشار أعمال النهب والعنف وحتى 13 يوليو، توفي 72 شخصًا بسبب الاضطرابات، واعتقل  1234 آخرين.

### التحريض
كانت ابنة جاكوب زوما، دودزيل زوما-سامبودلا، هي من بين أولئك الذين شجعوا على النهب والعنف من أجل ضمان إطلاق سراح والدها. وفقًا لوزير أمن الدولة، أياندو دلودلو، فإنهم يحققون في معلومات حول ما إذا كان كبار العملاء السابقين في وكالة المخابرات وكبار أعضاء حزب المؤتمر الوطني الأفريقي المتحالفين مع الرئيس السابق جاكوب زوما مسؤولين عن إشعال أعمال العنف الأخيرة في كوازولو ناتال وخاوتينغ. وأضاف وزير الشرطة، بهكي سيلي، أن المجموعة الأمنية تبحث عن عشرة إلى اثني عشر شخصًا كانوا يؤججون أعمال الشغب عبر وسائل التواصل الاجتماعي.
كما ورد أن ثولاني دلومو، الرئيس السابق لوحدة العمليات الخاصة التابعة لجهاز أمن الدولة والداعم المخلص لزوما، يخضع للتحقيق بتهمة التحريض على الاضطرابات.

### رد فعل الدولة
في البداية، انتشر أفراد جهاز شرطة جنوب أفريقيا في منطقة نكاندلا للسيطرة على عدد الاحتجاجات في المنطقة.
خلال عطلة نهاية الأسبوع، خاضت دائرة الشرطة جنوب أفريقيا معركة لاحتواء عمليات النهب واسعة النطاق والأضرار التي لحقت بالبنية التحتية. تصاعد الضغط على الحكومة لنشر الجيش.
في صباح يوم الاثنين 12 يوليو 2021، جرى نشر قوات الدفاع الوطني لجنوب أفريقيا  في خاوتينغ وكوازولو ناتال.
في 12 يوليو 2021، خاطب الرئيس سيريل رامافوزا مثيري الشغب، قائلاً إن أعمال العنف العام «نادراً ما تُرى» في جنوب أفريقيا الديمقراطية. وأشار رامافوزا إلى أعمال الشغب باعتبارها أعمال عنف انتهازية، مشيرًا إلى عدم وجود مظلمة، ولا أي سبب سياسي يمكن أن يبرر التدمير الذي يقوم به المتظاهرون، وسلط الضوء على دستور جنوب أفريقيا، الذي يضمن حقوق الجميع في التعبير عن آرائهم، لكنه ذكر أن ضحايا العنف المنتشر هم العمال وسائقو الشاحنات وأصحاب الأعمال وأهالي الذين فقدوا حياتهم ولم يفعلوا شيئًا خاطئًا، وتابع لمناقشة تأثير أعمال الشغب على طرح لقاح كوفيد-19، مشيرًا إلى أن بدء التشغيل قد تعطل بشكل كبير بعد الانتكاسات السابقة. كما أشار إلى كيف سيواجه اقتصاد البلاد المزيد من التحديات بسبب انعدام الأمن الغذائي والدوائي الناتج عن أعمال الشغب. كما جرت مناقشة نشر قوات الدفاع الذاتي الجوية (SANDF) للمساعدة في إنهاء الاضطرابات.
في اليوم نفسه، احتفظت المحكمة الدستورية لجنوب أفريقيا بحكمها السابق ورفضت محاولة زوما لإلغاء عقوبة السجن. ونتيجة لهذا القرار، يتوجب على زوما البقاء في السجن.

### ردود الفعل المحلية
أعلن حزب المعارضة، زعيم التحالف الديمقراطي جون ستينهاوزن، أن الحزب سيوجه اتهامات جنائية لأبناء جاكوب زوما، دودوزان زوما ودودوزيل زوما-سامبودلا، وزعيم مقاتلي الحرية الاقتصادية جوليوس ماليما بعد تعليقات على وسائل التواصل الاجتماعي تحرض على العنف والنهب. وأعلن زعيم حزب ActionSA [الإنجليزية] هرمان ماشابا، رفع دعوى قضائية جماعية منفصلة ضد الحكومة وحزب المؤتمر الوطني الأفريقي، لعدم اتخاذ إجراءات سريعة ضد أعمال الشغب والنهب.

### ردود الفعل الدولية
في 13 يوليو 2021، أصدر رئيس مفوضية الاتحاد الأفريقي موسى فكي بيانًا صحفيًا يدين العنف في جنوب أفريقيا. كما حذر من أن الاضطرابات الداخلية قد تهدد استقرار المنطقة. كما أدانت الأمم المتحدة في جنوب أفريقيا أعمال العنف وأعربت عن دعمها للحكومة.

## التأثيرات

### التأثيرات السلبية على الشبكات اللوجستية

آثار الاحتجاج على شبكات الطرق
أسطورة:
Road Closure

توقفت موانئ الحاويات في ريتشاردزباي وديربان عن العمل، وتعرضت حاويات في ميناء ديربان للنهب. بعد عدة هجمات على شاحنات، كما أغلق الطريق السريع N3، الذي يربط ميناء ديربان بجوهانسبرغ، في 10 يوليو.
أعلنت العديد من شركات الخدمات اللوجستية والوقود إغلاقًا قسريًا مؤقتًا لعملياتها في كوازولو ناتال، مشيرة إلى مخاوف من استمرار النهب وعمليات الاختطاف وحرق الشاحنات والاضطرابات الاجتماعية التي قد تؤثر بشكل أكبر على العمليات التجارية، مما يزيد من التكاليف المتكبدة من النهب والأضرار التي لحقت بالممتلكات.

### نقص الغذاء
في 12 يوليو، حذر مجلس السلع الاستهلاكية في جنوب أفريقيا من أن انتشار النهب والتدمير والإغلاق سيؤدي إلى نقص الغذاء.
بحلول 14 يوليو، تسببت الأضرار التي لحقت بالبنية التحتية للنقل في نقص الغذاء، مما أدى إلى الوقوف في طوابير خارج متاجر البقالة، ومنع قطف وتوزيع المنتجات الطازجة.

### الخسائر الاقتصادية
ضعف الراند الجنوب أفريقي بقدر 2٪ في 12 يوليو، وهو أكبر عدد منذ 25 فبراير. بناءً على تحليل أولي أُجري في 13 يوليو، قدرت جمعية تأمين المخاطر الخاصة في جنوب أفريقيا أن إجمالي الخسائر الناجمة عن التلف والنهب قد يصل إلى «مليارات الراند».

### أزمة طرح لقاح كوفيد-19
بعد تأثير النهب والتدمير على الممتلكات، أُغلق العديد من مواقع إطلاق لقاح كوفيد-19 لمنع النهب وتدمير الممتلكات. أدت هذه الاحتياطات إلى إبطاء عملية التطعيم بينما كانت البلاد لا تزال تكافح الموجة الثالثة من العدوى.